# Ленточник Дёрриса
Ленточник Дёрриса (Limenitis doerriesi) — дневная бабочка из семейства нимфалид.

## Этимология
Видовое название дано в честь натуралиста Франца Дёрриса (1851—1949), исследовавшего бабочек на юге Приморского края в конце XIX века.

## Описание
Размах крыльев составляет 45—60 мм. Основной цвет крыльев темно-бурый или черновато-бурый. На переднем крыле располагается поперечная перевязь из белых пятен с разрывами.
Посередине заднего крыла проходит весьма широкая поперечная белая перевязь. В прикраевой области обеих пар крыльев находится перевязь из узких охристо-коричневых пятен-штрихов, более выраженная на заднем крыле. Центральная ячейка на передних и задних крыльях не замкнута. В центральной ячейке располагаются два белых пятна: одно узкое, виде расширяющегося луча, другое имеет треугольную форму. На передних крыльях жилки R1 и R2 не ветвятся, начинаются от центральной ячейки. Жилки R3, R4, R5 имеют общий ствол, который также начинается от центральной ячейки. К костальному (переднему) краю переднего крыла выходят жилки R1 и R2, а R3 выходит к вершине крыла, R4 и R5 — к внешнему краю крыла. Заднее крыло с широкой белой перевязью и слабовыраженной цепочкой светлых штрихов прикраевой области.\
Голова с голыми глазами без волосков. Губные щупики покрыты волосками. Усики имеют постепенно утолщающуюся веретеновидную булаву. Тело одноцветное — чёрно-бурое. Передние ноги редуцированы, не используются при ходьбе, лишены коготков и покрыты густыми волосками. Задние голени с одной парой шпор.
Половой диморфизм выражен слабо: самки крупнее самцов, белые элементы рисунка крыльев самок крупнее, а основной фон их крыльев светлее, чем у самцов, сами крылья более закругленные.
Нижняя сторона крыльев красновато-бурая либо коричневато-рыжая. Светлый рисунок верхней стороны повторяет верхнюю сторону крыльев. Прикорневая область на задних крыльях имеет серебристо-голубой цвет.

## Биология
Населяет лиственные и смешанные леса, пойменные леса, участки вдоль дорог, рек и других водоёмов в местах произрастания растений, пригодных для питания гусениц. На всём ареале за год развивается в одно поколение. Время лёта — с середины июля до середины августа. Бабочки ведут довольно скрытный образ жизни и проводят бо́льшую часть времени в верхнем ярусе леса — летают в кронах деревьев, редко спускаясь к земле.
Гусеница питается на жимолости Lonicera praeflorens.

## Ареал
Центральный и Северо-восточный Китай, Корея, Россия (Уссурийский край).